# Herba de Santa Bàrbara
L'herba de santa Bàrbara (Barbarea verna), és una espècie de planta amb flor de la família brassicàcia similar al creixens. Les seves fulles són comestibles. És originària del sud-oest d'Europa i és cultivada a Anglaterra des del segle xvii amb el nom de landcress o american watercress (creixen de terra, creixen americà).
És una planta autòctona als Països Catalans, només es fa a certes parts de Catalunya, en terrenys molt humits. Requereix menys aigua que els creixens veritables i el seu conreu és més fàcil.
Les seves fulles es mengen crues en entrepans o amanides i cuites també.
És una planta perenne de ple sol i necessita ser regada molt sovint.